# Orlando Silva (político)
Orlando Silva de Jesus Júnior GORB (Salvador, 27 de maio de 1971) é um político brasileiro filiado ao Partido Comunista do Brasil (PCdoB). Foi ministro do Esporte nos governos Lula e Dilma Rousseff e eleito deputado federal em 2014. Na Câmara dos Deputados, foi vice-líder da Presidente Dilma Rousseff entre os anos de 2015 e 2016. Foi presidente da Comissão de Trabalho, Administração e Serviços Públicos em 2017, e líder da bancada do PCdoB em 2018.
Começou sua trajetória no movimento estudantil em Salvador e foi presidente da União Nacional dos Estudantes (UNE). Foi casado com a atriz Ana Petta, com quem teve uma filha, Maria, e um filho, Pedro. Foi casado com Monique Lemos, professora da rede municipal de ensino da cidade de São Paulo, com quem tem um filho, João. Em 2023, foi divulgado que o deputado estava namorando a deputada federal Fernanda Melchionna.

## Liderança estudantil
Orlando Silva cursou o secundário no colégio estadual João Florêncio Gomes, em Salvador, sua cidade-natal. Em 1988, com 17 anos, organizou e dirigiu um grêmio. Nesse mesmo ano, filiou-se ao Partido Comunista do Brasil. Foi presidente da UNE e da União da Juventude Socialista (UJS)

## Ministério do Esporte
No primeiro ano do governo Lula, Orlando foi escolhido para suceder Francisco Cláudio Monteiro no cargo de secretário-executivo do Ministério do Esporte após sua renúncia em 18 de novembro de 2003. Também exerceu os cargos de secretário Nacional de Esporte, secretário Nacional de Esporte Educacional. Em 2005, foi condecorado pelo presidente Luiz Inácio Lula da Silva com a Ordem de Rio Branco no grau de Grande-Oficial.
Em 31 de março de 2006, foi empossado no cargo de ministro. Na secretaria-executiva, foi sucedido por Rafael de Aguiar Barbosa após um hiato de cargo vacante em 24 de maio de 2006.

### Denúncias
Entre o final de 2007 e o início de 2008, Orlando Silva figurou em meio às denúncias de gastos supostamente irregulares nos cartões de crédito corporativos distribuídos pelo governo federal a alguns servidores para custear despesas extraordinárias. A imprensa divulgou que o ministro efetuou alguns pagamentos em restaurantes em dias que, segundo a agenda divulgada pelo ministério na internet, não haveria compromissos oficiais. O ministro, porém, foi a público esclarecer que a equipe interna identificou o erro muito antes da denúncia. Para não haver qualquer equívoco, Orlando pediu uma auditoria para avaliar o ocorrido e obter transparência no resultado.
O ministério, inclusive, justificou à altura alegando que havia "problemas de atualização" na divulgação da agenda. O gasto mais polêmico foi com a compra de uma tapioca por R$ 8,30, alegadamente devido a um engano na utilização dos cartões (o ministro teria um cartão de crédito pessoal semelhante ao cartão corporativo, e os teria confundido na hora do pagamento). O relatório da Comissão Parlamentar de Inquérito que investigou o assunto isentou o ministro de culpa.
No decorrer do escândalo, Orlando Silva devolveu todo o dinheiro gasto no cartão do qual era portador, no total de R$ 30.870,38. Foram devolvidos os gastos realizados conforme a legislação. Orlando afirmou que essa atitude não passava de um gesto político, que refletia a indignação frente as acusações.
Orlando Silva deixou o cargo mais de três anos depois do episódio dos cartões corporativos. Em outubro 2011, sua pasta foi envolvida em denúncias sobre um esquema de desvio de dinheiro público por meio de convênios com ONGs ligadas ao seu partido. As acusações foram levantadas pelo policial militar João Dias Ferreira, investigado como integrante do grupo. Após 12 dias de desgaste, em 26 de outubro, Orlando Silva se demitiu para, segundo ele, poder se defender melhor das denúncias. Em 27 de outubro de 2011, Orlando Silva foi substituído no Ministério do Esporte por Aldo Rebelo. No dia 12 de junho de 2012, Orlando foi inocentado pela Comissão de Ética da Presidência da República por falta de provas e, em 2023, o policial Ferreira foi condenado por calúnia.

## Deputado Federal
Orlando Silva é deputado federal por São Paulo, representando o PCdoB. Foi empossado deputado federal pela primeira vez em 1 de fevereiro de 2015. Na Câmara dos Deputados, Orlando Silva foi vice-líder do governo Dilma Roussef até ela ser afastada da presidência em meio ao processo de impeachment, passando então a ser vice líder da minoria. Também atuou como relator da Lei Geral de Proteção de Dados e do Projeto de Lei 2630/2020, também conhecido como PL das Fake News.

## Desempenho eleitoral
Na eleição municipal de 2012, concorreu a vereador de São Paulo e não foi eleito, com 19.739 votos. Porém, assumiu como suplente na vaga de Netinho de Paula, que virou secretário da pasta de Igualdade Racial. Foi eleito deputado federal por São Paulo em 2014 com 90.641 votos, e reeleito em 2018 com 64.822 votos.
Concorreu a deputado federal por São Paulo em 2022, e obteve 108.059 votos, mas não foi eleito, ficando como primeiro suplente da Federação Brasil da Esperança em São Paulo. Em 2023 foi empossado na vaga de Luiz Marinho (PT/SP), que assumiu o cargo de Ministro do Trabalho.
| Ano  | Cargo                          | Votos   | Resultado  | Ref.   |
| ---- | ------------------------------ | ------- | ---------- | ------ |
| 2012 | Vereador de São Paulo          | 19.739  | Suplente   | [ 20 ] |
| 2014 | Deputado federal por São Paulo | 90.641  | Eleito     | [ 21 ] |
| 2018 | Deputado federal por São Paulo | 64.822  | Eleito     | [ 22 ] |
| 2020 | Prefeito de São Paulo          | 12.254  | Não eleito | [ 23 ] |
| 2022 | Deputado federal por São Paulo | 108.059 | Suplente   | [ 18 ] |